# Jacques-Louis de Valon
Jacques-Louis de Valon, marchese di Mimeure (Digione, 19 novembre 1659 – Parigi, 3 marzo 1719), è stato un militare e poeta francese, membro dell'Académie française, nella quale occupò il seggio numero 3, dal 2 dicembre 1707 alla morte.
Menin di Luigi, il Gran Delfino, intraprese la carriera militare e diventò lieutenant général. Luigi XIV, nel 1697, fece diventare Mimeure un marchesato per lui.
Scrisse molti versi che non furono mai pubblicati. Fu eletto all'Académie française con l'appoggio di Francesco Luigi di Borbone-Conti, Madame de Montespan e Nicolas Boileau. Si dice che il suo discorso di accettazione dell'elezione sia stato scritto da Antoine Houdar de la Motte. Il suo unico lavoro letterario di cui è rimasta traccia è un'ode del 1715 nello stile di Orazio.